# Palaestra et Odeum

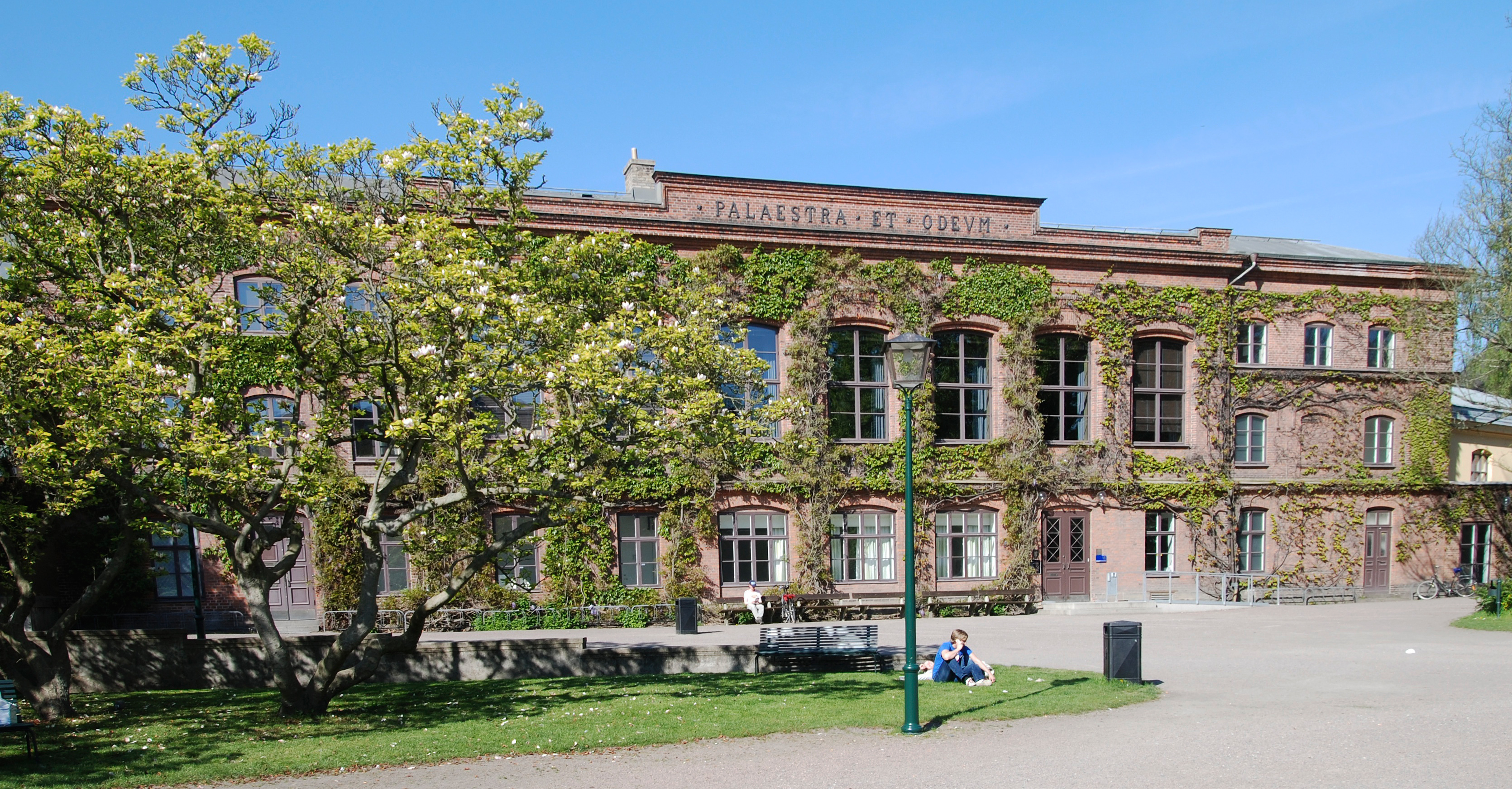
Palaestra et Odeum.

Palaestra et Odeum är en byggnad tillhörande Lunds universitet belägen vid Universitetsplatsen.
Byggnaden uppfördes 1883 efter ritningar av Helgo Zettervall och härbärgerade då en gymnastiksal (Palaestra) och en musiksal (Odeum). Bakom fasaden finns även delar av det gamla orangeriet från 1750-talet som tidigare funnits på platsen då Botaniska trädgården var belägen här. Byggnaden huserar fortfarande universitetets musikcentrum Odeum, och studentsymfoniorkestern Akademiska kapellet musicerar där sedan invigningen.
Gymnastiksalen förstördes och delar av huvudfasaden skadades i en brand 1980. Vid återuppbyggandet blev den tidigare gymnastiksalen i stället föreläsningssal medan Odeum återställdes helt som musiksal och övningslokaler. Som ersättning för gymnastiksalen byggdes Gerdahallen vilken stod klar 1983 vid Sölvegatan.
Efter modernisering av utrustning i föreläsningssalen ingår denna sedan 2007 som en del i Lunds universitets Kongresscentrum (numera LU Konferens) som i övrigt anordnar olika arrangemang i flera lokaler runt Universitetsplatsen.